# Переволок (Лузький район)
Переволок (рос. Переволок) — присілок у Лузькому районі Ленінградської області Російської Федерації.
Населення становить 8 осіб. Належить до муніципального утворення Осьминське сільське поселення.

## Історія
Згідно із законом від 28 вересня 2004 року № 65-оз належить до муніципального утворення Осьминське сільське поселення.

## Населення
| 1838 | 1862 | 1928 | 1965 | 1997 | 2007 | 2010 |
| ---- | ---- | ---- | ---- | ---- | ---- | ---- |
| 80   | ↗127 | ↗219 | ↘25  | ↘5   | ↘2   | ↗8   |